# Ярант
Ярант — деревня в Ленском районе Архангельской области. Входит в состав Козьминского сельского поселения.

## География
Находится в юго-восточной части Архангельской области на расстоянии приблизительно 1 км на восток-северо-восток по прямой от села Лена.

## История
В 1859 году здесь (деревня Яренского уезда Вологодской губернии) было учтено 5 дворов. 

## Население
Численность населения: 27 человек (1859 год), 2 (русские 100%) в 2002 году, 1 в 2010.